# Giải bóng đá hạng nhì quốc gia Cộng hòa Síp 1967–68
Giải bóng đá hạng nhì quốc gia Cộng hòa Síp 1967–68 là mùa giải thứ 13 của bóng đá hạng nhì Cộng hòa Síp. Evagoras Paphos giành danh hiệu đầu tiên.

## Thể thức thi đấu
Có 10 đội tham gia Giải bóng đá hạng nhì quốc gia Cộng hòa Síp 1967–68. Giải được chia thành 2 bảng theo khu vực địa lý, phụ thuộc vào các Quận Cộng hòa Síp mà mỗi đội đến từ đó. Tất cả các đội trong một bảng thi đấu hai lần, một lần sân nhà và một lần sân khách. Đội nhiều điểm nhất sẽ lên ngôi vô địch. Đội vô địch mỗi bảng sẽ thi đấu với nhau trong giai đoạn cuối của giải và đội chiến thắng sẽ trở thành đội vô địch Hạng nhì. Đội vô địch thăng hạng Giải bóng đá hạng nhất quốc gia Cộng hòa Síp 1968–69.

### Hệ thống điểm
Các đội bóng nhận 3 điểm cho một trận thắng, 2 điểm cho một trận hòa và 1 điểm cho một trận thua.

## Bảng Nicosia-Keryneia-Famagusta
Bảng xếp hạng
| Vị thứ | Đội                      | St. | T. | H. | B. | BT. | BB. | HS. | Đ. | Ghi chú                       |
| ------ | ------------------------ | --- | -- | -- | -- | --- | --- | --- | -- | ----------------------------- |
| 1.     | Enosis Neon Paralimni FC | 10  |    |    |    | 28  | 2   | 26  | 30 | Vô địch Bảng-Playoff Vô địch. |
| 2.     | AEK Ammochostos          | 10  |    |    |    | 21  | 11  | 10  | 25 |                               |
| 3.     | Orfeas Nicosia           | 10  |    |    |    | 24  | 15  | 9   | 21 |                               |
| 4.     | PAEK                     | 10  |    |    |    | 10  | 16  | -6  | 17 |                               |
| 5.     | ENAD Ayiou Dometiou FC   | 10  |    |    |    | 7   | 22  | -15 | 15 |                               |
| 6.     | Keravnos Strovolou FC1   | 10  |    |    |    | 3   | 25  | -22 | 7  |                               |

## Bảng Limassol-Paphos
Bảng xếp hạng
| Vị thứ | Đội                                 | St. | T. | H. | B. | BT. | BB. | HS. | Đ. | Ghi chú                       |
| ------ | ----------------------------------- | --- | -- | -- | -- | --- | --- | --- | -- | ----------------------------- |
| 1.     | Evagoras Paphos                     | 6   |    |    |    | 27  | 3   | 24  | 16 | Vô địch Bảng-Playoff Vô địch. |
| 2.     | Enosis Panelliniou-Antaeus Limassol | 6   |    |    |    | 18  | 7   | 11  | 15 |                               |
| 3.     | Arion Lemesou                       | 6   |    |    |    | 7   | 10  | -3  | 11 |                               |
| 4.     | Ethnikos Asteras Limassol           | 6   |    |    |    | 5   | 37  | -22 | 6  |                               |

Hệ thống điểm: Thắng=3 điểm, Hòa=2 điểm, Thua=1 điểm

## Playoff Vô địch
- Evagoras Paphos 0-0 Enosis Neon Paralimni FC
- Enosis Neon Paralimni FC 0-1 Evagoras Paphos

Evagoras Paphos là đội vô địch Hạng nhì. Evagoras Paphos thăng hạng Giải bóng đá hạng nhất quốc gia Cộng hòa Síp 1968–69.